# Сан Томазо (Торино)
Сан Томазо је насеље у Италији у округу Торино, региону Пијемонт.
Према процени из 2011. у насељу је живело 58 становника. Насеље се налази на надморској висини од 381 м.